# 今西和男
今西 和男（いまにし かずお、1941年1月12日 - ）は、広島県広島市中区東平塚出身の教育者、元サッカー選手、サッカー指導者(JFA 公認S級コーチ)。現役時代のポジションはDF。

## 人物
日本におけるゼネラルマネージャーの地位を確立させた人物。サッカー界では日本の元祖ゼネラルマネージャーとも称される。
マツダ/サンフレッチェ広島F.Cでのチーム作りに辣腕を振り、大分トリニータや愛媛FC・FC岐阜がJリーグ入りを目指していたころにアドバイザーとして参加もしている。
育成に実績があり、森保一・久保竜彦らの無名選手を発掘し、小林伸二や松田浩らの指導者を育成した。今西が整備したサンフレッチェ広島アカデミーは、2012年現在日本有数の育成組織の評価を受けている。若手選手に対して一人前の社会人であることを厳しく求め、その厳しく育てられた広島の選手や指導者はのちにJリーグの各クラブで指導者として活躍している。
選手としてだけでなく、総監督やGM、日本サッカー協会の幹部として、日本サッカーの発展に多大な貢献をした人物である。
大甥、今西の姉の孫が為末大。

## 経歴

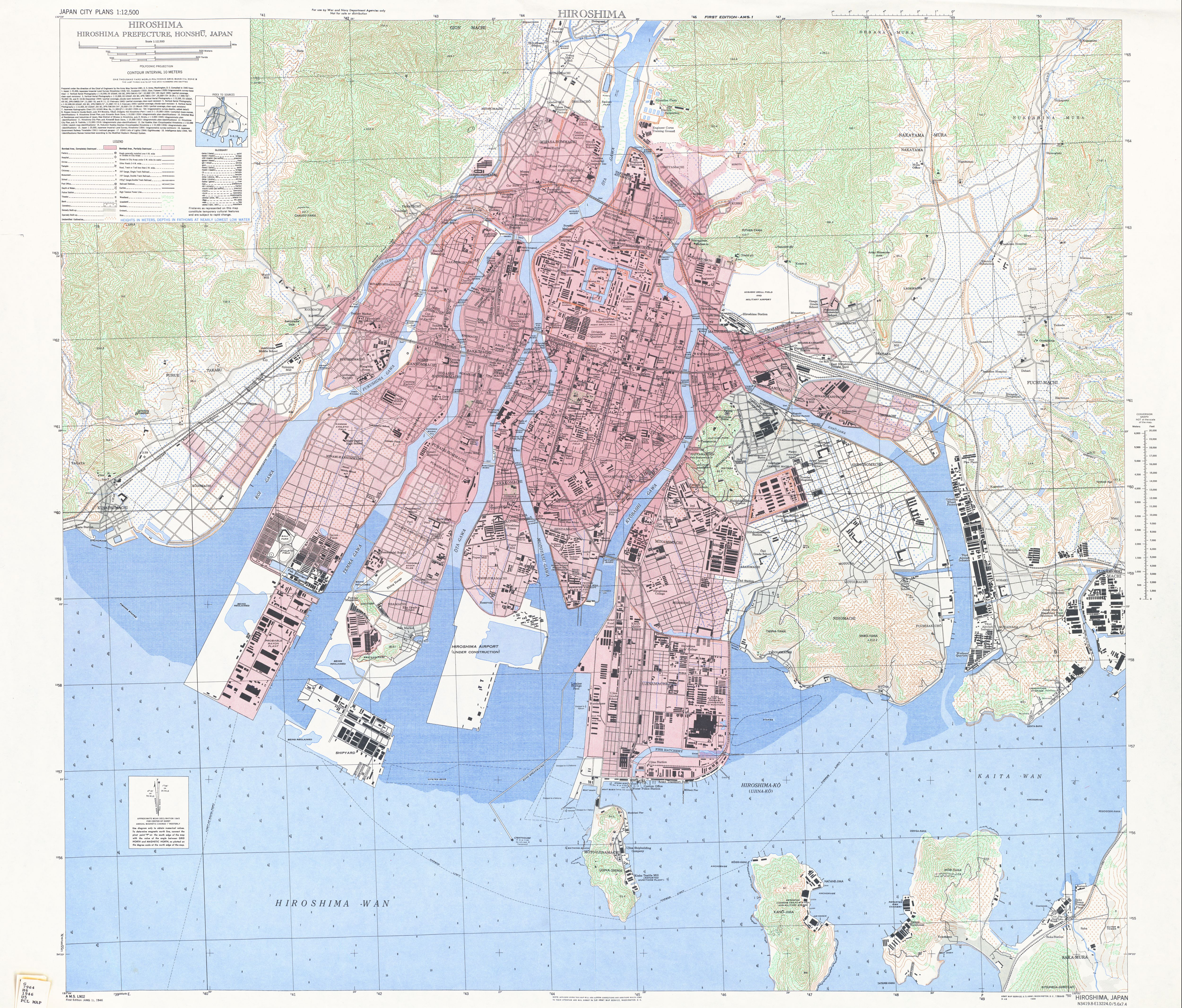
米軍による1945年作成地図。右から2つ目の大きな川が京橋川で大きくカーブする付近が平塚(HIRATSUKACHŌ表記)、そこから上側の京橋川と猿猴川の分岐点の上側が二葉の里(FUTABANOSATO表記)。赤斜線が示す通り2箇所とも建物全壊地区。

### 被爆
広島市中心部の遊廓近く、東平塚の生まれ育ち。兄と2人の姉がいる。太平洋戦争末期である1945年4月には二葉の里（現東区）に疎開していた。父親は大日本帝国海軍に召集されて八幡（現北九州市）にいた。
1945年8月6日午前8時15分、今西が4歳の時に広島市への原子爆弾投下により被爆。ちょうどその時、爆心地から約2kmに位置した疎開先である二葉の里の貸家の2階にいて、全身の左半分に閃光が襲った。自宅は倒壊するも奇跡的に助かり、母親とともに近くの山（双葉山）の防空壕に逃げ込んだ。翌日、矢賀（現東区）の親類の家へ疎開した。
なお、左手足に今もケロイドが残る。

### 学生時代
幼いころから足が早く、進学した国泰寺中学校でも運動部に入ろうと思っていた。同校サッカー部には1年先輩に野村六彦、同級生に宮本輝紀がいたが、当時サッカー部の人数が多くて今西は入部できなかったことに加え、ツベルクリン反応で陽性が出てしまったため激しい運動をすることが出来なかった。
舟入高等学校へ入学すると柔道部へ入部するも、1958年高校2年生の時に野村六彦に誘われサッカー部へ入部する。右足を強化するため、藁を巻いたゴールポストを蹴っていた。デビュー戦となった広大付属戦では左フルバック(ディフェンダー)で出場、鬼武健二をマークして勝利を収めた。同年、高校選手権に出場することができた。
その後、舟入高校の臨時コーチをつとめた東洋工業(現マツダ)の日本代表DFである小沢通宏との出会いから東京教育大学（現筑波大学）体育学部へ進学、蹴球部に入部すると1年生からレギュラーとして活躍した。同期に坂田信久、3学年上に上田亮三郎、1学年上に勝澤要、1学年下に松本光弘がいる。当時は広島サッカーの黄金時代で、前述の選手ら数多くの広島出身者が関東の大学に進学。東教大蹴球部も広島出身者が多数を占め「広島出身でなければサッカーマンに非ず」的ムードさえあり、部員の会話は広島弁になるほどだった。たまたま東教大に来ていたデットマール・クラマーからも指導を受けている。

### 東洋工業/マツダ時代
1963年、東洋工業へ入社、東洋工業蹴球部（のちのマツダSC、現サンフレッチェ広島）入り。下村幸男監督のもとで小沢・丹羽洋介・桑原弘之らと強靭なフルバックとして活躍、小城得達・桑原楽之・桑田隆幸、松本育夫・石井義信・船本幸路らとともに1965年から創設された日本サッカーリーグ(JSL)の初年度から1968年までの不滅の四連覇に大きく貢献した。1966年には日本代表（当時の名称は全日本）に選出されアジア競技大会（バンコク）出場。1967年、膝の靭帯を痛めたが当時のスポーツ医学では分からず、分かったのは1969年の引退後だった。1969年、腰の怪我により引退した。その後は1971年までDF専門のコーチをしていた。
その後、一切サッカーから離れマツダでの社業に専念、広島マツダで車の販売業務や本社総務で福利厚生や社員独身寮の管理を行なっており、社業でも優秀な成績を収め、大卒同期200人中トップ30に入る出世街道を歩いていた。
1982年、サッカー部がJSL2部落ちの危機に直面し、当時総務部部長だった小沢やサッカー部部長だった芳野統男に要請され再びサッカー部に携わる。今西は10年以上もサッカーの現場を離れており、10年の間にサッカーは別のものになっていて、チームマネジメントは出来るが、監督は無理と考え、副部長・総監督に就任し、低迷が続くチームの浮上策として改革を行う。チームの現状を分析し、なかば「セミプロ化」している他チームに対抗するには「現場の指導者には外国人のプロにやらせるしかない」と考えた。これはそのまま10年後に川淵三郎日本代表強化委員長がハンス・オフトを代表監督に抜擢した理由と同じもの。今西は、そのコーチとコミュニケーションをとれるかどうかが成否を分けると、早速英会話教室に通い始めた。マツダSC監督には最初デットマール・クラマーに要請したが返答を得られず、1984年、自身がマツダSC監督につきハンス・オフトをコーチに招聘、現場はオフトが指揮し今西はゼネラルマネージャー(GM)業務を行う分業制でチーム運営することになった。選手育成に長けていたオランダのフェイエノールトやアヤックス・アムステルダムをオフトのコネで見学し、GM業務の参考にした。今西はこの役割分担により「当時はまだGMという発想はありませんでした。私はまず監督を連れてきたわけですが、次にスカウティング、つまり可能性のある選手を見つけ出してくること。さらに選手の育成、マネージメント。そしてチームを強化するための会社との折衝。こうした仕事をこなさなければならなかった。それが自然とGMの仕事となっていったんです」などと述べてる。スカウトはチームにいないので今西が一人でやった。また選手を育てるには、日本人の指導者も育てる必要があると考え、オフトにコーチを就けた。今西の肩書は、当初のコーチから、監督→総監督→サッカー部長と変遷したが、一貫して仕事の内容はGMだった。
1986年から日本リーグ1部にチームを復帰させるが、1988年再び2部に転落。OBから「オフトも今西もクビにしろ」との声が上がった。オフトの徹底管理に、若手から中堅へと年齢を重ねた選手たちからも反発が起きていた。だが今西にまで辞められてはやっていけないと、有志が会社側に直訴。これを機に会社側も今西に長期的なクラブマネージメントを託すのが得策と悟ったといわれる。オフト退任後はビル・フォルケスがその役割を担った。1991年1部復帰の成果を得る。
後にオフトは日本代表監督となるが、その招集には今西も関わっており、またオフトからオファーを受けるに当たり相談を受けている。

### Jリーグ初期
1986年、プロ化に向けた話が始まり準備を進める中、親会社であるマツダが業務不振からJリーグ参入に消極的な姿勢を取っていた。そこでチーム名に企業名が入らないことを逆手に取り、広島県内の企業にチームへ出資して貰うために走り回った。1992年Jリーグ創設でサンフレッチェ広島が発足すると取締役強化部長兼・総監督に就任。
この間、後に日本代表となる森保一ら若手の育成、ドイツ・ブンデスリーガでプレーしていた風間八宏をチームリーダーとして熱心に口説き入団させ、盧廷潤やイワン・ハシェックらの外国人選手やスチュワート・バクスター監督らの招聘、フジタ工業（現・湘南ベルマーレ）にいた高木琢也の獲得などで、Jリーグ創設2年目のファーストステージを制覇した。「サンフレッチェ一家のおおらかな親分」のような存在で、大きなガタイはいかにもエネルギッシュ、また面倒見のよさでまわりや選手達にも信頼された。
ノーマークの西端のチームの優勝は、驚きを持って迎えられ、当時はまだ爆発的サッカー人気が持続していたため、総監督として長年チーム作りに尽力した今西が「ゼネラルマネージャー」と称されTV、雑誌に大いに取り上げられた。サンフレッチェ優勝を伝えた1994年の『Sports Graphic Number』7月7日号（6月7日発売）のコラムに富樫洋一が「今西は、チーム強化の全権を握るゼネラル・マネージャーである」と書いている他、写真週刊誌『FLASH』6月28日号9頁にも、今西を「ゼネラルマネージャー」と紹介した記述が見られる。日本で「ゼネラルマネージャー」という言葉が定着したのはこの時からとされ、近年サッカー専門誌も今西を「日本におけるゼネラルマネージャーの元祖のような存在」「日本の元祖ゼネラルマネージャー」と評している。

### 日本サッカー協会
1994年、新設された日本サッカー協会強化委員会の委員長就任を要請されたが、自身は「広島を離れられないから専任でないと無理でしょう」と断り、副委員長に就任。ユース年代の強化育成、指導者養成システムの拡充、五輪チーム、A代表のサポートなどに腕を振るった。
1996年、日本代表監督更新の時期において、加藤久強化委員長以下強化委員会は、当時日本代表監督であった加茂周を諦めネルシーニョを新監督にするようサッカー協会幹部に推薦した。しかし長沼健会長以下協会幹部は加茂の続投を決定した。ネルシーニョには次期監督として契約の話を進めていたところへ協会幹部の急な変更となったことから、ネルシーニョは協会幹部を「腐ったみかん」と批判した。このゴタゴタの影響から加藤以下強化委員は辞職し、今西のみが強化委員として残ることになった。
1997年、フランスW杯アジア地区最終予選において、日本代表は途中から低調となった。そこで今西は加茂更迭および岡田武史ヘッドコーチの昇格を強硬に進言した。長沼も劇的な変化が必要だと理解し加茂更迭および岡田就任を了承した。岡田監督の下、日本は初のワールドカップ本大会出場を決めた（ジョホールバルの歓喜参照）。このため今西は日本のワールドカップ初出場の最大の功労者、と評価されることもある。
その後強化委員会は改変し権限を縮小され技術委員会と名を改め、今西は副委員長を務め、2002 FIFAワールドカップ開催終了を機に技術委員を退任した。

### 広島総監督/顧問時代
一方広島では、1996年ごろからJリーグバブルがはじけ、チームは経営不振となった。チーム存続のため、主力の減俸や高木琢也や森保一などの主力放出を断行し、他チームの戦力外選手を安く雇うなどをしながらも、若手を育て経営安定に努めた。また監督は選手育成型の外国人監督を必ず選び、次に繋げるため日本人コーチを加える編成を作ることをモットーとした。
また、Jリーグ新規参入クラブとして活動しだした、大分トリニータや愛媛FCの創設にアドバイザーとして参加し、自身の持つノウハウを伝授し、出番の少ない選手を貸し出した。
2002年に監督・外国人選手・主力の怪我人を埋める補強がすべてうまくいかずチームはJ2降格、シーズン後に責任を取るかたちで総監督を辞任した。翌2003年から広島顧問(ゼネラルアドバイザー)に就任。同時期に広島都市圏でのサッカー専用スタジアム建設を目指す「スタジアム推進プロジェクト」の事務局長し、広島市民球場跡地など候補を絞りプロジェクトを進めていたが、結果として結びつかなかった。2007年1月31日をもって広島顧問を退任。

### FC岐阜
2005年、当時東海2部にいたFC岐阜の顧問に就任し、アドバイザーとして翌年東海1部・翌々年JFL昇格を影から支えた。2007年2月1日からはFC岐阜のゼネラルマネージャーに就任、経営の改善努力などが実り、同年J2参入にこぎつけた。昇格後は岐阜社長も兼務、Jリーグ昇格前の負債を解消するため奔走した。2010年、服部順一にGM職を受け渡し、社業に専念することになった。
今西がアドバイザーとしてFC岐阜に参加した時、すでに経営はまともに運営されておらず、今西は経営安定化に尽力した。しかし好転せず、Jリーグクラブライセンス制度導入を前に資金不足に陥る可能性が高くなったことから、2012年JリーグからFC岐阜は「予算管理団体」に指定される。これに対し、岐阜の筆頭株主である岐阜県の古田肇知事 や岐阜市の細江茂光市長 から今西の経営責任を問われる状況にまで発展した。同年8月末、資金不足解消のめどがたち次年度もクラブ存続が可能となったこともあり、服部GMとともに経営責任を取る形で辞任した。その後、顧問として籍を置いていたが（2013年3月退任）、社長時代に個人で行った1億5000万円の債務保証は残されたままの上に、Jリーグ側からの要求で関係者パスすら取り上げられ、試合では一般の観客席からの観戦しか許されなかった。2016年現在も軋轢は残っており、FC岐阜の関係者が今西の出席するイベントに参加しようとすると岐阜県庁からストップがかかるという。

### 吉備国際大学
2005年から吉備国際大学スポーツ社会学科教授、サッカー部総監督に就任。2011年まで教授を務め、その後客員教授となったが、2021年現在は既に客員教授・総監督ともに退任している。
2016年9月に第7回日本スポーツ学会大賞を受賞。

### 現在
ヴェロスクロノス都農(九州リーグ所属)と提携を結び、同クラブの下部組織を運営する、ツノスポーツアカデミーで名誉校長を務める。

## 略歴
- 広島市立国泰寺中学校
- 広島市立舟入高等学校
- 東京教育大学
- 1963年 - 1994年 : 東洋工業/マツダ
  - 1963年 - 1970年 : 東洋工業蹴球部選手
  - 1970年 - 1971年 : 東洋工業蹴球部コーチ
  - 1982年 - 1992年 :  マツダSC副部長・総監督
    - 1984年 - 1987年 : マツダスポーツクラブ監督
    - 1988年 - 1992年 : マツダサッカー部監督
- 1992年 - 2002年 : サンフレッチェ広島総監督
  - 1994年 : サンフレッチェ広島強化部長
  - 1995年 - 1999年 : サンフレッチェ広島取締役強化部長
  - 2000年 - 2002年 : サンフレッチェ広島取締役専務
- 1994年 - 1997年 : 日本サッカー協会強化委員
- 1997年 - 1999年 : 日本サッカー協会強化副委員長
- 1999年 - 2002年9月 : 日本サッカー協会技術副委員長/強化本部委員
- 2003年 - 2007年1月 : サンフレッチェ広島顧問
  - 2005年 : Jリーグマッチコミッショナー
  - 2003年 - 2007年1月 スタジアム推進プロジェクト事務局長
- 2005年 - 2007年1月 : FC岐阜顧問
- 2007年2月 - 2009年 : FC岐阜ゼネラルマネージャー
- 2008年 - 2012年8月 : FC岐阜社長
- 2005年 - 2011年 :  吉備国際大学教授
  - 2005年 - ? : 吉備国際大学サッカー部総監督

## 個人成績
| 国内大会個人成績 | 国内大会個人成績 | 国内大会個人成績 | 国内大会個人成績 | 国内大会個人成績 | 国内大会個人成績 | 国内大会個人成績  | 国内大会個人成績  | 国内大会個人成績 | 国内大会個人成績 | 国内大会個人成績 | 国内大会個人成績 |
| 年度             | クラブ           | 背番号           | リーグ           | リーグ戦         | リーグ戦         | リーグ杯          | リーグ杯          | オープン杯       | オープン杯       | 期間通算         | 期間通算         |
| 年度             | クラブ           | 背番号           | リーグ           | 出場             | 得点             | 出場              | 得点              | 出場             | 得点             | 出場             | 得点             |
| 日本             | 日本             | 日本             | 日本             | リーグ戦         | リーグ戦         | -                 | -                 | 天皇杯           | 天皇杯           | 期間通算         | 期間通算         |
| ---------------- | ---------------- | ---------------- | ---------------- | ---------------- | ---------------- | ----------------- | ----------------- | ---------------- | ---------------- | ---------------- | ---------------- |
| 1965             | 東洋             |                  | JSL              | 9                | 0                | -                 | -                 |                  |                  |                  |                  |
| 1966             | 東洋             |                  | JSL              | 14               | 0                | -                 | -                 |                  |                  |                  |                  |
| 1967             | 東洋             |                  | JSL              | 14               | 0                | -                 | -                 |                  |                  |                  |                  |
| 1968             | 東洋             |                  | JSL              | 5                | 0                | -                 | -                 |                  |                  |                  |                  |
| 1969             | 東洋             |                  | JSL              | 0                | 0                | -                 | -                 |                  |                  |                  |                  |
| 1970             | 東洋             |                  | JSL              | 0                | 0                | -                 | -                 |                  |                  |                  |                  |
| 通算             | 日本             | 日本             | JSL              | 42               | 0                | -\|\|\|\|\|\|\|\| | -\|\|\|\|\|\|\|\| |                  |                  |                  |                  |
| 総通算           | 総通算           | 総通算           | 総通算           | 42               | 0                | -\|\|\|\|\|\|\|\| | -\|\|\|\|\|\|\|\| |                  |                  |                  |                  |

## タイトル
- 年間優秀11人賞(ベスト11) : 1966年

## 代表歴

### 出場大会など
- アジア競技大会(1966)

### 試合数
- 国際Aマッチ 3試合 0得点(1966)[2]

| 日本代表 | 国際Aマッチ | 国際Aマッチ | その他 | その他 | 期間通算 | 期間通算 |
| 年       | 出場        | 得点        | 出場   | 得点   | 出場     | 得点     |
| -------- | ----------- | ----------- | ------ | ------ | -------- | -------- |
| 1966     | 3           | 0           | 7      | 0      | 10       | 0        |
| 1967     | 0           | 0           | 1      | 0      | 1        | 0        |
| 通算     | 3           | 0           | 8      | 0      | 11       | 0        |

### 出場
| No. | 開催日         | 開催都市 | スタジアム | 対戦相手 | 結果 | 監督   | 大会       |
| --- | -------------- | -------- | ---------- | -------- | ---- | ------ | ---------- |
| 1.  | 1966年12月10日 | バンコク |            | インド   | ○2-1 | 長沼健 | アジア大会 |
| 2.  | 1966年12月17日 | バンコク |            | タイ     | ○5-1 | 長沼健 | アジア大会 |
| 3.  | 1966年12月18日 | バンコク |            | イラン   | ●0-1 | 長沼健 | アジア大会 |

## 監督成績
| 年度    | 所属         | クラブ | リーグ戦 | リーグ戦 | リーグ戦 | リーグ戦 | リーグ戦 | リーグ戦 | カップ戦 | カップ戦 |
| 年度    | 所属         | クラブ | 順位     | 試合     | 勝点     | 勝利     | 引分     | 敗戦     | JSL杯    | 天皇杯   |
| ------- | ------------ | ------ | -------- | -------- | -------- | -------- | -------- | -------- | -------- | -------- |
| 1984    | JSL2部       | マツダ | 6位      | 18       | 18       | 7        | 4        | 7        | ベスト8  | 2回戦    |
| 1985    | JSL2部・西   | マツダ | 準優勝   | 10       | 12       | 5        | 2        | 3        | 1回戦    | ベスト4  |
| 1985    | JSL2部・上位 | マツダ | 準優勝   | 10       | 11       | 3        | 5        | 2        | 1回戦    | ベスト4  |
| 1986-87 | JSL1部       | マツダ | 7位      | 22       | 23       | 6        | 11       | 5        | 1回戦    | 2回戦    |
| 1988-89 | JSL2部・西   | マツダ | 5位      | 14       | 22       | 9        | 4        | 1        | ベスト8  | 1回戦    |
| 1988-89 | JSL2部・上位 | マツダ | 5位      | 14       | 14       | 5        | 4        | 5        | ベスト8  | 1回戦    |
| 1989-90 | JSL2部       | マツダ | 3位      | 30       | 67       | 20       | 7        | 3        | 2回戦    | ベスト8  |
| 1990-91 | JSL2部       | マツダ | 準優勝   | 30       | 74       | 24       | 2        | 4        | ベスト8  | 2回戦    |
| 1991-92 | JSL1部       | マツダ | 6位      | 22       | 27       | 7        | 6        | 9        | ベスト4  | ベスト8  |

## 著書
- 聞く、伝える、考える。（2023年12月22日、アスリートマガジン、ISBN 978-4908473128）[46]

## 参考資料
- “今西和男さん（FC岐阜セネラルマネージャー、吉備国際大学教授/'07年2月11日放送)”.  広島サッカー向上委員会、中国放送. 2012年6月23日閲覧。
- 大住良之『Jリーグ群像 夢の礎』アストロ教育システム あすとろ出版部、1995年。ISBN 4-7555-0857-6。
- 加部究「GM考察 第1章 広島のドン：今西氏のクラブGM論」『サッカー批評』第33号、2006年12月、ISBN 4575478938。
- 代表タイムライン - 日本サッカー協会
- 今西和男ゼネラルマネージャー就任のお知らせ - FC岐阜